# Александър Леньов
Александър Леньов (на руски: Александр Ленёв) е съветски футболист. Почетен майстор на спорта на СССР (1968).

## Кариера
Национален отбор
Леньов прави своя дебют за националния отбор на СССР на 16 октомври 1966 г. в приятелски мач срещу Турция. Също играе един неофициален мач за СССР през 1967 г. със сборен отбор на Скандинавия (2:2). Мачът се провежда в Хелзинки в чест на 60-годишнината на финландския футболен съюз.

## Отличия
Отборни
„Торпедо“ (Москва):
- Съветска Висша лига: 1965
- Купа на СССР по футбол: 1968